# Michelle Morton
Carolynn Michelle Morton (Calgary, 11 juni 1972) is een Canadees langebaanschaatsster.
Morton startte in 1994 op de Olympische Winterspelen van Lillehammer op de 500, 1000 en 1500 meter, en in 1998 op de 500 meter op de Olympische Winterspelen in Nagano.
Tussen 1995 en 1999 startte Morton zes maal op de WK Sprint.
Op 14 maart 1999 reed Morton haar laatste officiële wedstrijd.

## Records

### Persoonlijke records[5]
| Afstand    | Tijd    | Datum            | Baan    |
| ---------- | ------- | ---------------- | ------- |
| 500 meter  | 38,92   | 23 november 1997 | Calgary |
| 1000 meter | 1.18,40 | 27 maart 1998    | Calgary |
| 1500 meter | 2.07,40 | 21 maart 1993    | Calgary |
| 3000 meter | 4.37,91 | 6 maart 1993     | Calgary |
| 5000 meter | 8.05,87 | 7 maart 1993     | Calgary |